# Melafyr

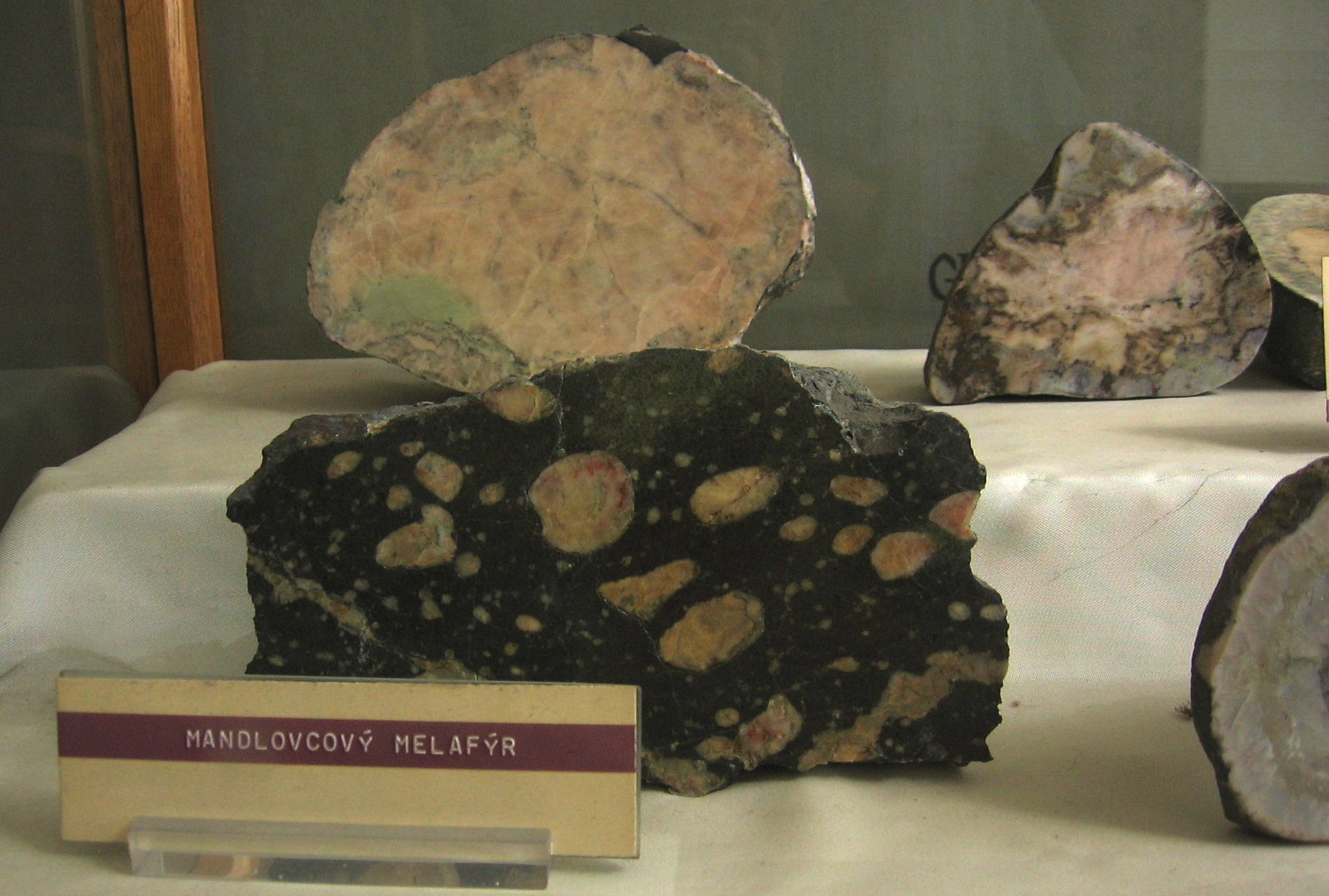
Melafyr

Melafyr är en finkornig, svart till rödbrun/rödgrå, eruptiv porfyrisk bergart, med samma sammansättning som diabas och basalt, ibland med mandelstensartad struktur. Mineralogiskt består malfyr av labradorit, augit och olivin.
Termen melafyr är idag obsolet, då den till bildningssättet motsvarar basalt.

## Förekomst
Melafyr förekommer i Skåne, i Mellaneuropa (Harz, Tyrolen), Storbritannien m fl platser och används som byggnadssten.